# Yom-Tov Lipman Heller
Pour les articles homonymes, voir Lipman, Lipmann et Heller.
Yom-Tov Lipman ben Nathan HaLevi Heller est un rabbin et talmudiste bohémien du XVIIe siècle (Wallerstein, Bavière, c. 1578 - Cracovie, 19 août 1654).
Considéré comme une sommité en matière d’érudition talmudique au cours de l’âge d’or de la Pologne, il est principalement connu de nos jours pour son commentaire sur la Michna, le Tossefot Yom Tov.

## Éléments biographiques

### Jeunes années
Yom-Tov Lipman Heller naît dans la ville de Wallerstein (province allemande de la Bavière). Sa famille est d'illustre ascendance : par son père Nathan, fils du rabbin Moshe Franklin, il est apparenté à la famille Frankel de Vienne ; par sa mère, il est lié à la famille Günzburg.
Ayant perdu son père très jeune, il est élevé par son grand-père, le rabbin Moché Wallerstein.
Adolescent, il est envoyé à Friedberg, à l'académie talmudique du rabbin Yaacov Günzburg. Il s'établit ensuite à Prague et y étudie auprès de Juda Loew, le Maharal et de Shlomo Ephraïm Luntchitz, l'auteur du Kli Yaqar. En 1597, âgé d'environ 19 ans, il est reconnu rabbin et devient dayyan (juge rabbinique) à Prague.

### Les années habsbourgeoises
En octobre 1624, il est nommé grand-rabbin de la ville de Nikolsburg en Moravie puis, en mars 1625, de la ville de Vienne. 
Il obtient des autorités le droit pour les Juifs de s'organiser en une communauté centrale, qu'il établit à Leopoldstadt, alors un faubourg de Vienne.
De 1627 à 1629, il est grand-rabbin à Prague.

### Emprisonnement
En été 1629, le grand-rabbin de Prague est accusé d'avoir insulté le christianisme dans ses ouvrages. Arrêté sur ordre de la cour impériale de l'empereur romain germanique Ferdinand II du Saint-Empire, il est emprisonné, à Vienne.
Ces évènements s'inscrivent dans le contexte politico-religieux de l'époque.
D'une part, son arrestation marque le début d'une campagne anti-juive à la cour des Habsbourg, encouragée par la papauté.
D'autre part, les Juifs de la ville de Prague sont tenus de fournir la somme de 40 000 thalers (ancienne monnaie allemande) afin de participer aux frais entraînés par la guerre de Trente Ans. Le grand-rabbin, désigné par sa fonction comme responsable du payement auprès du pouvoir est la cible des mécontents. L'affaire parvient aux oreilles du gouvernement et le rabbin est sévèrement tancé par l'empereur. Ses opposants allèguent alors que les écrits du grand-rabbin regorgent de passages « diffamants » envers l'Église et le pays.
Une commission est rapidement mise en place pour enquêter sur la culpabilité de Yom-Tov Heller. Malgré une défense adroite, il est condamné aux travaux forcés. Cependant, la peine est commuée par le jeu des influences en une amende de 12 000 thalers (à payer immédiatement sous peine pour le rabbin de se voir supplicié et mis à mort de façon infamante sur la place publique). Les Juifs parviennent à la faire étaler et le premier paiement est en partie acquitté par Jacob Bassevi (de), un Juif de cour anobli par Ferdinand. Les écrits du rabbin doivent en outre être brûlés et lui-même doit démissionner de son poste à Prague et quitter le pays.
Le rabbin est libéré après un emprisonnement de quarante jours. Il décrète, pour toutes les générations futures de sa famille, que le jour anniversaire de son arrestation, le 5 tammouz soit marqué par un jour de jeûne.

### Les années galiciennes
En 1631, Yom-Tov Heller s'installe à Nemirov, en Ukraine, où il est rabbin pendant trois ans. En 1634, il déménage à Volodymyr en Volhynie. Il y constate et s'oppose farouchement à la « simonie » qui règne dans le milieu du rabbinat, des étudiants de piètre valeur achetant leur poste en soudoyant les princes locaux. Membre actif du conseil des quatre terres (Vaad Arba HaAratzot), le rabbin obtient en 1640 le renouvellement de l'interdiction de ces pratiques. Il a cependant mis son propre poste en péril une fois de plus.
Enfin, en 1643, il est élu grand-rabbin de Cracovie, siégeant à la tête du tribunal rabbinique de cette communauté. Il institue le jour de sa nomination, un 1er adar, jour de joie perpétuel pour lui et sa famille. Quatre ans plus tard, il succède à Joshua Höschel ben Joseph (en), l'auteur du Maguinnei Shlomo, comme directeur de l'école talmudique de la ville. Il demeure à ce poste jusqu'à sa mort en 1654.

### Descendance
De son mariage avec Rachel, la fille d'un riche marchand de Prague, Aaron Moshe Ashkenazi (Munk), apparenté à la famille Horowitz, Yom-Tov Heller a quatre fils (Moshe de Prague, Shmouel de Nemirov, Abraham de Lublin, et Leib de Brest-Litovsk) et au moins six filles (Nehle, Nisel, Doberish, Esther, Rebecca et Reizel).
Son descendant le plus connu est Aryeh Leib Heller (en), auteur du Ktzot Hahoshen, un commentaire sur le Hoshen Mishpat du Choulhan Aroukh.

## Œuvre
L'œuvre de Yom-Tov Lipman Heller a été composée dans la première partie du XVIIe siècle, au cours de laquelle le monde de l'étude de la Torah sort de l'époque difficile du Moyen Âge. Si, pour le peuple juif en général et les communautés d'Europe de l'Est en particulier, la fin du Moyen Âge ne signifie pas la fin de l'oppression par les voisins immédiats, elle ouvre une nouvelle ère d'échanges d'idées et de progrès scientifique auxquels les Juifs peuvent avoir accès.
L'auteur fait preuve d'un esprit typique de l'humanisme, se déclarant en faveur de l'étude des œuvres par des non-Juifs, confiant en la dignité universelle et se montrant fort intéressé aux nouvelles sciences (son Deroush Hiddoush haLevana, « Sermon sur le Renouvellement de la Lune », fait explicitement allusion à la nouvelle astronomie, de Nicolas Copernic et de Tycho Brahe). 
Il n'hésite pas non plus à saluer le Meor Enayim d'Azaria di Rossi, premier ouvrage critique de la tradition rabbinique, et cela en dépit de l'anathème lancé par son maître, le Maharal de Prague, contre le livre et son auteur.
Il n'en demeure pas moins intéressé à tous les domaines de savoir rabbiniques, y compris la linguistique hébraïque et la Kabbale, bien qu'il soit opposé à sa diffusion.

### Tossefot Yom Tov
L'ouvrage le plus connu du Rav Heller est son commentaire sur la Michna. 
Paru pour la première fois en trois volumes (Prague, 1614-17), il prend pour base le commentaire du Bartenoura sur la Michna, qu'il commente à son tour, en reprenant la structure du commentaire des Baalé HaTossafot sur celui de Rachi, d'où son titre de Tossefot Yom Tov. Une édition révisée par l'auteur paraît à Cracovie en 1643.
Ce commentaire ou sa version abrégée, Ikkar Tossefot Yom Tov, figurent dans de nombreuses éditions classiques de la Michna, en vis-à-vis du commentaire du Bartenoura. Il s'agit là aussi d'une imitation de la mise en page du Talmud selon les éditions Bomberg et Vilna, où le commentaire de Rachi et celui des Tossafistes encadrent le texte de la Guemara.

### Loi juive
Le Tossefot Yom Tov est aussi l'auteur de plusieurs commentaires et décisions en matière de Loi juive : 
- Madanei Melekh (« Délice du Roi ») et Lehem Hamoudot (« Nourritures agréables »), un commentaire en deux parties sur les Piskei Halakot et les Halakot Ktanot  du Roch, publié à Prague en 1628. Une partie de ce commentaire, Pilpela Harifta sur l'ordre Nezikin avait été publiée à Prague, en 1619.
- Malboushei Yom-Tov (« Vêtements de Yom Tov »), notes critiques au Levoush, commentaire de Mordekhaï Yaffe sur l’Orah Hayim.
- Notes sur la partie Even Haezer de l’Arbaa Tourim et du Choulhan Aroukh. Elles sont imprimées en annexe des Hiddoushei Ha Rashba sur le traité Ketoubot.
- Darkei Horaa (« Les Voies de la Décision »), un guide sur la prise de décision en matière de rituel lorsque les autorités rabbiniques divergent.
- Torat Asham (« Loi de l'offrande de culpabilité »), commentaire en trois volumes sur le Torat Hataat de Moshe Isserlès, conservé à la bibliothèque bodléienne[2].
- Seder shemot guittin, manuel sur les façons de déclarer son nom lors de la cérémonie du divorce, conservé en manuscrit[3].
- Parashat HaHodesh (« Section du Mois ») sur la section Kiddoush Hahodesh du Mishne Torah de Moïse Maïmonide[4].
- Brit melah (« Alliance de sel »), traité en yiddish sur les lois de salaison de la viande, publié à Amsterdam en 1718
- She'elot ouTeshouvot (responsa) dont certains ont été publiés dans le recueil Tzemah Tzedek et d'autres dans Gueonim Batra'e mais dont la plupart sont demeurés manuscrits. L'auteur s'illustre particulièrement dans le problème des agounot (« délaissées, » femmes dont les maris ont disparu sans qu'on puisse attester de leur mort), survenu à la suite des massacres de Khmelnitski (1648-1649), au cours desquels meurent des milliers de Juifs. Il se prononce en faveur de leur remariage, en arguant que dans ce contexte, bien différent de celui de l'époque de la Michna, la mort des maris fait peu de doutes.

### Autres

#### Meguilat Eiva
La Meguilat Eiva (« Livre de l'Hostilité ») est un mémoire où le rabbin décrit ses expériences difficiles lors de son emprisonnement.
Le titre du livre est une référence à la Meguilat Eikha (le Livre des Lamentations), dans laquelle Jérémie pleure la tragédie qui a suivi la chute de Jérusalem. Le livre a été publié à Breslau avec traduction allemande en 1836. Il est lu jusqu'à nos jours par les descendants du rabbin, à l'occasion du 1er adar.

#### Philosophie
- Commentaire au Behinat 'Olam de Yedaya Bedersi, paru à Prague, en 1598.
- des notes sur le Givat ha Moreh de Joseph ben Isaac ha-Levi, commentaire du Guide des égarés (Prague, 1612).

#### Kabbale
- Touv Ta'am, commentaire kabbalistique sur le commentaire sur le Pentateuque de Bahya ben Asher, en suivant le Pardes Rimonim de Moïse Cordovero.

#### Linguistique et poésie
- Leket Shoshanim (« Bouquet de Roses »), un traité de grammaire commentant l’Arougat HaBossem de Samuel Archevolti[5].
- selihot (poèmes liturgiques pénitentiels) commémorant la défenestration de Prague, le début de la guerre de Trente Ans et la fuite des Juifs de Prague après la bataille de la Montagne Blanche en 1620. Ces poèmes sont rédigés en 1621.
- selihot sur les massacres cosaques de 1648-1649, écrits en 1650.

#### Divers
- Tsourat HaBayit (« Forme de la Maison »), une description du futur troisième Temple de Jérusalem, selon le Livre d'Ezéchiel. Il s'agit d'une œuvre de jeunesse, parue à Prague en 1602.
- un commentaire sur le commentaire d'Abraham ibn Ezra sur le Pentateuque[6].
- Une traduction en yiddish de l’Orhot Hayim, une œuvre éthique du Rosh, parue à Prague en 1626.
- Divers sermons, notamment celui délivré à Vienne pour célébrer la fin de l'épidémie de choléra (Prague, 1626).

## Sources
- Cet article contient des extraits de l'article « Yom-Tov Lipmann Heller » par Richard Gottheil & M. Seligsohn de la Jewish Encyclopedia de 1901–1906 dont le contenu se trouve dans le domaine public.
- Joseph Davis, Yom-Tov Lipmann Heller. Portrait of a Seventeenth-Century Rabbi. (Oxford: Littman Library, 2004, 2005.)  (ISBN 1-904113-32-X)